# Eva Lindström (ämbetsman)
Eva Lindström, född 24 augusti 1957 i Stockholm, är en svensk ämbetsman. Eva Lindström är sedan 1 juni 2024 styrelseordförande i Första AP-fonden. 2018–2024 var hon ledamot av Europeiska revisionsrätten i Luxemburg. 2003–2010 var hon riksrevisor och 2014–2018 statssekreterare på Näringsdepartementet åt Mikael Damberg med ansvar för bolagsförvaltning, konkurrens, immaterialrätt och ramvillkor samt kapitalförsörjning och statens företagsägande.  
Lindström är filosofie kandidat i nationalekonomi från Stockholms universitet. Hon tjänstgjorde på Jordbruksdepartementet från 1988 och på Finansdepartementet från 1992 där hon 1994 blev departementsråd och 1997 budgetchef. Hon avgick från posten som budgetchef 2003 i samband med att hon, Lennart Grufberg och Kjell Larsson utsågs till riksrevisorer i den nyinrättade myndigheten Riksrevisionen, en roll hon hade fram till 2010. Hon var vice ordförande i Finanspolitiska rådet 2011-2014, ledamot i Försäkringskassans insynsråd 2011-20122, ledamot i Finansinspektionens styrelse 2011-2014, ordförande i styrelsen vid Myndigheten för vårdanalys 2011-2014, ordförande i Nordiska Investeringsbankens kontrollkommitté 2012-2014, särskild utredare i Ägarprövningsutredningen 2013-2014 samt vice ordförande i Trafikverkets styrelse 2013-2014.